# Národní park Gros Morne
Národní park Gros Morne je národní park v Kanadě zapsaný na seznamu Světového dědictví UNESCO. Nachází se na západním pobřeží ostrova Newfoundland a s rozlohou 1805 km² je druhým největším národním parkem v Atlantické Kanadě. Rezervace byla založena v roce 1973, na seznam UNESCO byla zařazena 1. října 2005.
Nachází se zde například fjord Western Brook Pond. Parkem prochází několik turistických tras.

## Příroda
Nejvýznamnějším zvířetem parku Gros Morne je poddruh losa evropského Alces alces americanus, který byl do Newfoundlandu přivezen na začátku 20. století. Dále se zde běžně vyskytují lišky obecné a polární, černí medvědi baribalové, zajíci měniví, čikarí červení, rysi kanadští, vydry severoamerické či bobři kanadští. Při pobřeží se vyskytují kytovci a v parku žije i mnoho druhů ptáků.